# Mikiel Habtom
Mikiel Habtom (1 januari 1991) is een Eritrees wielrenner.

## Carrière
In 2015 won Habtom drie etappes en het puntenklassement in de Ronde van Burkina Faso. Een jaar later won hij de Fenkil Northern Red Sea Challenge, een Eritrese eendagskoers. In 2017 behaalde hij zijn vijfde UCI-zege: in de Asmara Circuit was hij de beste, voor Yohan Tesfay en Meron Musie.

## Overwinningen
2015
3e, 5e en 7e etappe Ronde van Burkina Faso
Puntenklassement Ronde van Burkina Faso
2016
Fenkil Northern Red Sea Challenge
2017
Asmara Circuit
2022
 Afrikaans kampioen ploegentijdrijden, Elite